# Hortfund von Rülzheim
Bei dem Hortfund von Rülzheim (auch Barbarenschatz von Rülzheim) handelt es sich um den Fund eines spätrömischen Hortes durch einen Sondengänger bei Rülzheim (Pfalz). Er ist im Sammlungszentrum des Historischen Museums der Pfalz in Speyer aufbewahrt. 

## Beschreibung

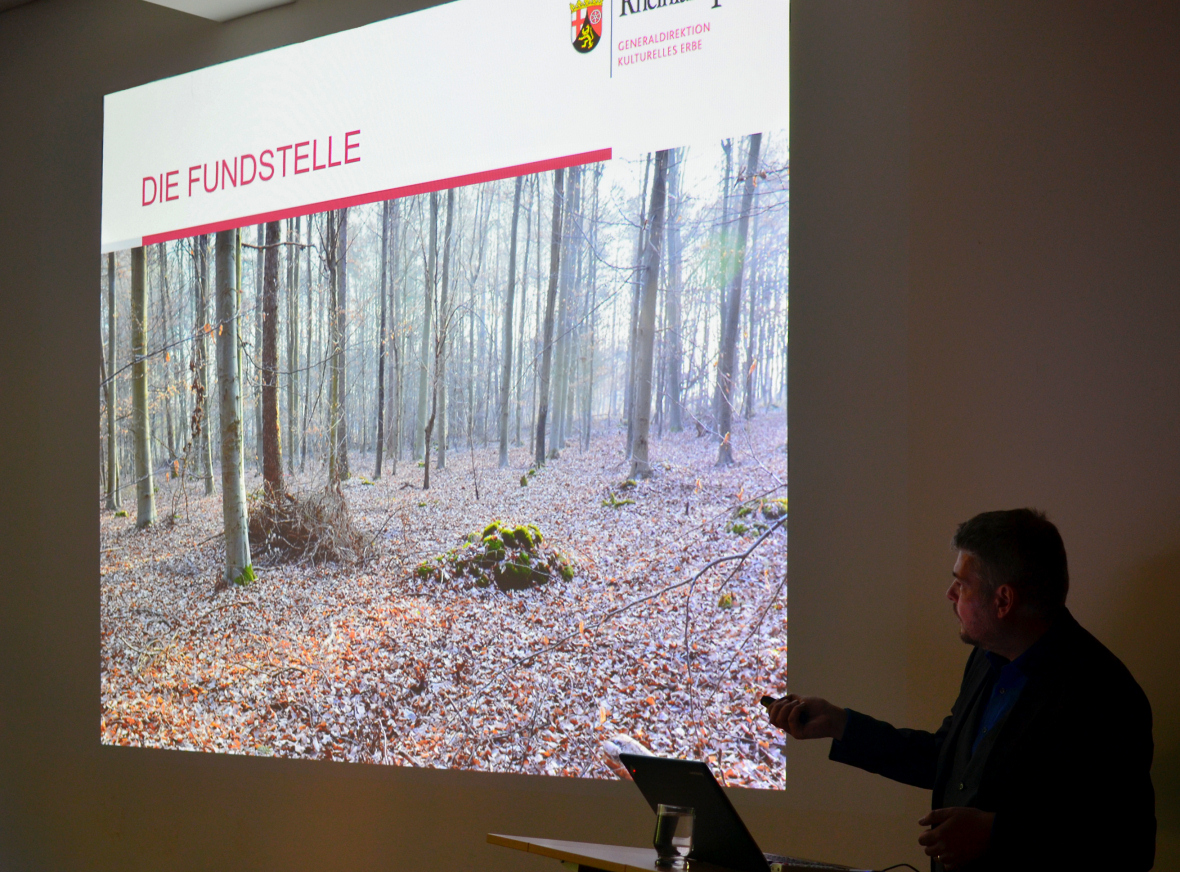
Vortrag zum Hortfund durch Ulrich Himmelmann (GDKE) im Niedersächsischen Landesamt für Denkmalpflege

Der Fund umfasst einen Silberteller, eine Silberschale, goldene Verzierungen eines prunkvollen Gewands (aufgrund der Zerstörungen nicht sicher), Reste eines vergoldeten und versilberten, aber vom Ausgräber wohl nur unvollständig aufbewahrten und daher nicht mehr exakt rekonstruierbaren Klappstuhls, Silberstatuetten sowie weitere Gegenstände. Stilistische Elemente der Stücke verweisen in den ostgermanisch-hunnischen Bereich. Der Fund wird in die Mitte des 5. Jahrhunderts (Völkerwanderungszeit) datiert.
Vom 21. September 2018 bis zum 6. Januar 2019 wurde der Fund im Martin-Gropius-Bau in Berlin in der Ausstellung Bewegte Zeiten. Archäologie in Deutschland gezeigt, die aus Anlass des Europäischen Kulturerbejahres 2018 stattfand.

## Fundumstände
Im Frühjahr 2014 erregte der spätantike Hort öffentliche Aufmerksamkeit, der vom Metallsucher Benjamin Mike Czerny unter dem Druck von Ermittlungen dem rheinland-pfälzischen Landesamt für Denkmalpflege (Landesarchäologie Ende Dezember 2013 der Generaldirektion Kulturelles Erbe Rheinland-Pfalz) übergeben wurde. Die nicht genehmigten Ausgrabungen haben wertvolle Informationen zu dem Schatz vernichtet.
Zu den Umständen der Niederlegung des Hortes lassen sich wegen der unsachgemäßen Bergung des Schatzsuchers nur noch bedingt Aussagen treffen. Reguläre archäologische Ausgrabungen, die als Blockbergung erfolgt wären, hätten zeigen können, ob der Hort in einer Holzkiste lag, rasch abgelegt oder sorgfältig verborgen wurde. Aus einer exakten Lagedokumentation und bodenkundlichen Analysen hätten Informationen zur Rekonstruktion der goldverzierten Objekte gewonnen werden können.
Der Schatzsucher wurde Anfang 2015 vom Amtsgericht Speyer wegen Unterschlagung zu einer Freiheitsstrafe von 15 Monaten auf Bewährung verurteilt. Da der Verurteilte Berufung einlegte, kam der Fall Anfang 2016 neu zur Verhandlung. Dies führte zu einer Verurteilung durch das Landgericht Frankenthal (Pfalz) zu acht Monaten Haft auf Bewährung und einer Zahlung von 2000 Euro an die Deutsche Stiftung Denkmalschutz. Der Verteidiger kündigte gegen das Urteil Revision an.
Anfang 2018 wurde, nach Ablehnung des Urteils vorm Oberlandgericht gegen den Schatzsucher, ein neues Verfahren vor dem Landgericht eingeleitet. Das Landgericht Frankenthal verhängte wegen Unterschlagung eine Geldstrafe über 90 Tagessätze à 30 Euro zur Bewährung. Außerdem müsse der 26-Jährige eine Geldauflage von 500 Euro zugunsten des Speyerer Dombauvereins zahlen. Die Korrektur begründete die Richterin vor allem damit, dass der Mann vorher auf alle Rechte aus dem Schatzfund sowie auf Finderlohn verzichtet hatte.